# Алексєєв Володимир Вікторович
Володимир Вікторович Алексєєв (нар. 7 грудня 1974, Донецьк) — український футболіст, що грав на позиції захисника і півзахисника. Відомий за виступами в українських футбольних клубах різних ліг, у тому числі у складі сімферопольської «Таврії» у вищій українській лізі, а також у складі клубу «Єлімай» у вищій лізі Казахстану.

## Кар'єра футболіста
Володимир Алексєєв розпочав виступи на футбольних полях у 1992 у складі донецької аматорської команди «Гарант». У 1994 році футболіст перейшов до складу іншої аматорської команди з Макіївки «Кіровець», проте вже за півроку дебютував у професійному футболі, зігравши 2 матчі за команду друга ліга «Явір» з Краснопілля. Після цього Алексєєв знову повернувся до Макіївки, де грав за аматорську команду «Шахтар».
На початку 1995 року Володимир Алексєєв поїхав виступати до Росії, де став гравцем клубу другої ліги «УралАЗ» з Міасса. У середині року футболіст повернувся в Україну, де нетривалий час грав у команді другої ліги «Динамо» із Слов'янська. На початку 1997 року Алексєєв став гравцем команди другої ліги «Шахтар» (Стаханов), за яку зіграв 7 матчів, а пізніше перейшов до аматорської команди "Шахта «Україна».
Улітку 1998 року Володимир Алексєєв став гравцем команди вищої ліги «Таврія» з Сімферополя. У команді футболіст виступав протягом півроку, за які зіграв 15 матчів у чемпіонаті та 6 матчів у Кубку України. На початку 1999 року Алексєєв став гравцем команди вищої ліги Казахстану «Єлімай», у якому провів 15 матчів у чемпіонаті країни. Наступного року футболіст повернувся в Україну, грав удруге за клуб шахти «Україна», аматорському клубі «Екіна», та у футзальному клубі «Телеком». У 2002—2003 роках Алексєєв грав у аматорській команді «Шахтар» із Дзержинська. У 2004 році футболіст грав за клуб другої ліги «Вуглик» з Димитрова, після чого у професійних футбольних командах не грав.